# 特魯多米里夫卡
46°58′39″N 29°52′29″E / 46.97750°N 29.87472°E
特魯多米里夫卡（烏克蘭語：Трудомирівка）是位於烏克蘭西南部的村莊，由敖德萨州羅茲季利納區的大米哈伊利夫卡市鎮負責管轄。該村始建於1856年，面積0.36平方公里，海拔高度41米，2001年人口33，人口密度每平方公里91.67人。